# 楼兰工作站
楼兰工作站是集楼兰文物保护和楼兰文化研究于一体的工作机构，位于新疆维吾尔自治区若羌县境内罗布泊以北、楼兰故城遗址保护区内，隶属于若羌县文物局。
工作站的前身为楼兰文物保护站，是若羌县2003年建立的保护楼兰古墓葬群和文物的临时性机构，主要是为了防止不法分子在楼兰地区进行盗墓活动，2013年更名。工作站建筑包括790平方米管理用房、2400平方米步道、1600米围墙、800平方米停车场，和35米高的钢架瞭望塔及其供排水、采暖、电气等配套基础设施。文物保护人员站在瞭望塔上，用一架高倍望远镜监视遗址周边方圆百十公里的地域。 工作站有三座多间建筑，可以容纳几十人住宿。由于此处手机没有信号，通讯需要都靠卫星电话，所有物资也都需要从若羌县城运来。工作站有四名工作人员，每两人一组，每个月轮换一次。